# Leucopis tapiae
Leucopis tapiae is een vliegensoort uit de familie van de Chamaemyiidae. De wetenschappelijke naam van de soort is voor het eerst geldig gepubliceerd in 1964 door Blanchard.